# Stojanski Vrh
Stojanski Vrh este o localitate din comuna Brežice, Slovenia, cu o populație de 51 de locuitori.